# Jacopo Nardi
Pour les articles homonymes, voir Nardi.
Jacopo Nardi (né à Florence en 1476 et mort à Venise le 11 mars 1563) est un historien, un dramaturge et un traducteur italien de la Renaissance. Son nom francisé en Jacques Nardi est rencontré dans les ouvrages français.

## Biographie
Son père, Salvestro Nardi, appartient à une vieille famille florentine, originaire des faubourgs de la ville. Jacopo est l'un des premiers disciples de Savonarole, et assiste à son exécution. Lié au parti républicain, il occupe différents postes dans l'administration de l'État florentin, et reste cependant en bons termes avec les Médicis après leur retour au pouvoir en 1512. Mais, après sa participation à la révolution républicaine de 1527, il est banni de Florence en 1530, et se joint aux efforts des exilés pour reprendre la ville. Il s'installe finalement à Venise, où il meurt dans la pauvreté.
Avant de partir en exil, Jacopo Nardi a composé deux comédies, accompagnées de chants carnavalesques, L'Amicizia et I Due Felici Rivali.
Plus tard, il traduit Tite-Live et Cicéron, et écrit une Vie d'Antonio Giacomini, un soldat de la République mort en 1517. Au cours des dernières années de sa vie, il écrit son Histoire de la ville de Florence (Istorie della città di Firenze) qui couvre une période allant de 1494 à quelques années avant la mort de l'auteur. Peu après sa mort, en 1575, Francesco Turchi donna une nouvelle édition de la traduction de Tite-Live par Nardi, et ajouta un supplément à la seconde décade.